# 萊昂堡 (科羅拉多州)
萊昂堡（英語：Fort Lyon）是位於美國科羅拉多州本特縣的一個非建制地區。該地的面積和人口皆未知。

## 地理
萊昂堡的座標為38°05′48″N 103°09′07″W / 38.09667°N 103.15194°W，而該地的平均海拔高度為1185米（即3888英尺）。